# Jean-Baptiste Elias
Pour les articles homonymes, voir Elias.
Jean-Baptiste Elias est un défenseur des droits humains et acteur de la société civile au Bénin. Président du Front des Organisations Nationales contre la Corruption (FONAC), il est élu président de l’Autorité nationale de lutte contre la corruption pour un mandat de trois ans, du 03 mars 2017 au 19 mars 2020 date à laquelle il passe service au ministre d'Etat et Secrétaire général de la présidence, Pascal Koukpaki.

## Biographie

### Carrière en militantisme
Jean-Baptiste Elias consacre sa carrière à promouvoir la transparence et l’éthique dans la gestion publique en tant que leader dans plusieurs organisations. Du président de l’Association nationale béninoise des infirmières et infirmiers  diplômés d’Etat,  il devient, en 2015, président du Front des Organisations Nationales contre la Corruption (FONAC),. Sur la corruption au Bénin, il déclare en décembre 2023: « S’il n’y a pas d’éthique, s’il n’y a pas de morale et chacun n’a pas peur de toucher le bien public et de le mettre à son profit, il y a un problème ».  En novembre 2014, il dévoile plusieurs détournements, de vols et de falsification de document par certains hauts cadres de l'Etat en invitant le chef de l'Etat d'alors, Boni Yayi, à prendre ses responsabilités. Face aux médias en février 2017, il informe le public sur la mauvaise gestion et les scandales de corruption à la société des télécommunications  Libercom.
En mars de la même la année, il est élu  président de l’Autorité nationale de lutte contre la corruption au Bénin pendant trois ans. Alors que le régime de Patrice Talon invite les Béninois aux sacrifices pour le développement, il assimile sa politique à une politique de deux poids deux mesures en affrimant : « le sacrifice ne doit pas être d’un seul côté. Il n’est pas admissible que quelqu’un gagne 20, 30 ou 40 fois ce que l’autre gagne alors que peut-être qu’il n’est pas aussi diplômé que ce dernier ».
Le chef de l'Etat Patrice Talon le remplace, en mars 2020, par le ministre d'Etat Pascal Koukpaki  et suspend le processus du renouvellement des membres de l'institution,, qui est remplacée ensuite par le Haut Commissariat à la prévention de la corruption. Modérateur de la mission d’audit de la liste électorale des législatives de 2023 au Bénin, il dénonce la corruption et l'intimidation des électeurs lors d'un point de presse tenu en janvier 2023,. 